# Hyperolius pusillus
Hyperolius pusillus es una especie de anfibios de la familia Hyperoliidae.
Habita en Botsuana, Kenia, Malaui, Mozambique, Somalia, Sudáfrica, Suazilandia, Tanzania, Zimbabue y posiblemente Uganda.
Su hábitat natural incluye sabanas secas, sabanas húmedas, zonas secas de arbustos, zonas de arbustos tropicales o subtropicales secos, praderas secas a baja altitud, praderas húmedas o inundadas en alguna estación, pantanos, marismas de agua dulce, corrientes intermitentes de agua dulce, tierra arable, pastos, jardines rurales, áreas de almacenamiento de agua y estanques.